# Planetas na astrologia
Os dez planetas regentes (na astrologia, são contados o Sol, que é estrela, e a Lua que satélite) representam características ou tendências comuns a todas as pessoas. O signo da qual o planeta ocupa no nascimento, sua posição e seus aspectos que faz enriquecem a expressão de suas energias. Os gregos os viam como representações de deuses, e os romanos deram aos cinco planetas até então conhecidos os nomes que até hoje têm: Mercúrio, Vênus , Marte, Júpiter e Saturno. 